# Минская обойная фабрика
Минская обойная фабрика — предприятие по производству обоев, расположенное в Минске. Входит в состав холдинга «Белорусские обои».

## История
Обойные фабрики в Минске начали появляться в 1890-е годы в связи с поднятием цен на обои синдикатом финских фабрикантов. Минские фабриканты, воспользовавшись установлением повышенных монопольных цен а также дешевизной рабочих рук, сумели наладить в Белоруссии крупное обойное производство. Обойная фабрика А. С. Эпштейна начала работу в 1898 году. В кризисном 1901 году владелец прекратил платежи, но благодаря поддержке смог выйти из этого положения. В том году на фабрике трудилось 17 рабочих, выпуск продукции составил 44 тысячи рублей.
В 1909 году Эпштейн вместе с сыном организовали товарищество для постройки на Большой Татарской улице нового корпуса для другой фабрики. В 1910 году строительное отделение Минского губернского правления удовлетворило прошение купца А. С. Эпштейна «Об устройстве обойной фабрики». Приобрели оборудование, паровую машину. В 1911 году на новой фабрике случился пожар, и она была закрыта. В 1912 году в старом здании был надстроен второй этаж и перенесена туда часть уцелевшего оборудования из сгоревшего корпуса. В 1912 году фабрика Эпштейна наладила выпуск продукции — обои сбывались на местном рынке, Кавказе и Украине. В 1912 году продукция фабрики удостоена золотой медали Нижегородской ярмарки. В 1913 году на фабрике трудилось 109 рабочих, было выпущено продукции на 300 тысяч рублей. В 1915 году фабрика купца А. С. Эпштейна была демонтирована. В 1923 году на её месте была основана Минская обойная фабрика имени В. В. Воровского. Она начала свою работу в апреле 1923 года. На момент открытия на ней работало 40 человек и в день производилось 5 тысяч кусков обоев.
В годы Великой Отечественной войны фабрика пережила пожар, а оборудование было отправлено немецкими захватчиками на металлолом.
В 1946 году фабрику восстановили, были освоены новые виды продукции, начался рост производства.
В 1968 году вошла в состав производственного объединения Белбумпром.
В 1990-е годы было осуществлено техническое переоснащение на фабрике.
В 1993 году «Минская обойная фабрика» была преобразована в ОАО «Белорусские обои».
В 2010 году на базе ОАО «Белорусские обои» был создан промышленный холдинг. В него вошли предприятия «Гомельобои» и "Добрушская бумажная фабрика «Герой Труда».
В конце 2015 года на Минской обойной фабрике были выявлены грубейшие нарушения в сфере охраны труда.
Выпускаемая на УП «Минской обойной фабрике» продукция теперь известна под торговой маркой «Белобои».
В настоящее время фабрика является одним из крупнейших производителей обоев на территории СНГ.